# Bohova, Slovenia
Bohova este o localitate din comuna Hoče - Slivnica, Slovenia, cu o populație de 234 de locuitori.